# Осада Малакки (1568)
Осада Малакки — осада османским флотом португальской Малакки в 1568 году во время турецкой экспедиции в Ачех.

## Предыстория
После захвата португальцами Малакки в 1511 году город постоянно подвергался нападениям со стороны соседних государств, в особенности султаната Ачех, войска которого впервые осадили Малакку в 1537 году.
Незадолго до осады крепости турки, в целях уничтожения португальских колоний в Индии и Юго-Восточной Азии, заключили союз с султанатом Ачех. Снабдить оружием они его не могли, так как в это же время, помимо экспедиции в Ачех, турецкие войска вторглись на Крит и осадили восставший Аден.

## Ход осады
Численность турецкого флота составляла 300 кораблей, солдат — 15 000 человек.
Осада турками Малакки была неудачной, и они под напором португальцев и джохорцев под общим командованием Дома Леониса Перейры были вынуждены отступить.

## Последствия
В последующие года ачехцы не раз осаждали город. Частые войны ослабили португальцев. В 1570-х годах они вторглись на Молуккские острова и были быстро разгромлены войсками султана.